# Depende da Gente
"Depende da Gente" é uma canção da cantora e compositora mineira Paula Fernandes, incluída em seu quinto álbum de estúdio Amanhecer (2015) e o ao vivo. A canção foi escolhida para ser lançada nas rádios como terceiro single do álbum e primeiro do dvd, foi lançada em 28 de abril de 2016.

## Composição
A composição da canção é da própria Paula Fernandes, a canção aborda a separação de um amor, onde uma pessoa se entrega totalmente e outra não, se arrependendo depois.

## Lista de faixas
- Download digital

1. "Depende da Gente" - 3:35[4]
2. "Depende da Gente (Ao Vivo)" - 3:35[5]

## Desempenho nas tabelas musicais
| Tabela musical (2016)                                  | Melhor posição |
| ------------------------------------------------------ | -------------- |
| Brasil - Billboard Brasil Hot 100 Airplay              | 13             |
| Brasil - Billboard Brasil Regional São Paulo Hot Songs | 5              |
| Brasil - Billboard Brasil Regional Curitiba Hot Songs  | 8              |
| Brasil - Billboard Brasil Regional Salvador Hot Songs  | 9              |

| Tabela musical (2016)                   | Melhor posição |
| --------------------------------------- | -------------- |
| Brasil Billboard Brasil Hot 100 Airplay | 56             |